# Base Maudheim
La Base Maudheim (en noruego: Maudheim, que se traduce como casa de Maud) fue el campamento base de la Expedición antártica noruego-británica-sueca que entre 1949 y 1952 en forma conjunta Noruega, Suecia, y el Reino Unido -incluyendo miembros de Australia y Canadá- realizaron a la Tierra de la Reina Maud en la Antártida. 
Fue inaugurada el 20 de febrero de 1950 en la barrera de hielo Jelbart en la bahía Norsel de la costa de la Princesa Marta, a 3 km del mar abierto, en donde se estableció un lugar de desembarco. El espesor de la plataforma de hielo en el lugar era de 180-200 m.
Las instalaciones comprendían dos cabañas de madera, una de las cuales tenía salones, y la otra albergaba la estación de radio, un laboratorio meteorológico y una unidad médica. El generador eléctrico, la unidad de perforación y un bloque serológico estaban en tres pequeños cobertizos. También había un laboratorio magnético y un taller. Todas las habitaciones estaban interconectadas por un pasillo hecho de cajas de madera.
En la base invernaron 15 hombres, de los cuales 6 eran noruegos, 4 suecos, 3 británicos, 1 australiano, y 1 canadiense. En esta base se llevaron a cabo observaciones sobre meteorología, sismología y glaciología, y durante la temporada de verano se hicieron varias expediciones al interior de la Tierra de la Reina Maud en trineos tirados por perros. 
A cerca de 200 millas de la Base Maudheim (72°17′S 03°48′O / -72.283, -3.800), en el altiplano Ritscher, fue establecida la Base de Avanzada cerca del nunatak Pirámide. Fue un campamento no permanente construido como base de apoyo y almacén. 
El 15 de enero de 1952 la Base Maudheim fue abandonada. En 1960 fue visitada por una expedición antártica noruega que observó que estaba cubierto por la nieve y solo era visible un fragmento de 2 pies de largo fragmento de la torre meteorológica de 10 m de altura.